# António Fernandes (jesuíta)
António Fernandes (Lisboa, c. 1569; - Goa, 12 de novembro, 1642) foi um missionário Português da ordem jesuíta.
Por volta de 1602 foi enviado para a Índia, de onde dois anos mais tarde foi para a Etiópia, onde estabeleceu fortes laços com o Imperador da Etiópia Susenyos da Etiópia, que subiu ao trono com o nome de Malak Sagad III. Devido a essas relações foi enviado em missão real. Assim o padre Fernandes parte em 1613 para o sul para encontrar uma rota para Melinde no Oceano Índico. De acordo com James Bruce, o Padre Fernandes iniciou o caminho em Gojjam com Fecur Egzie, um católico convertido, e 10 companheiros Portugueses.
Após da obtenção de guias para a região sul do Abay, nome que actualmente corresponde ao Nilo Azul, deixaram Gojjam no dia 15 de Abril de 1613, tendo feito o seu caminho através do território da Gonga, Bizamo e do Reino de Ennarea onde foram recebidos calorosamente. Após uma audiência com o Benero, rei de Ennerea, que os recebeu com uma calma surpreendente, coisa que não era esperada, tendo em atenção a influência de uma Igreja Ortodoxa de monges que se opunha à jornada do padre jesuíta. 
Daqui e por ordem real seguiu para Malindi por meio de Bale, que viajou pelo Reino de Janjero, depois, através do Rio Omo chega ao Reino Kambaata onde foram detidos por dois dias em Sangara. 
Fernandes traduziu diversos livros litúrgicos na Etiópia para a respectiva língua nativa, e foi o autor de obras ascéticas e polémicos contra os outros credos predominantes na Etiópia.
Este padre foi também o primeiro europeu a ver o Rio Gibe que atravessou em 1613 quando deixou Ennarea e entrou no Reino Janjeroe. Na altura descreveu este rio dizendo que tinha "mais água do Nilo". nenhum outro europeu visitou o Gibe até ao século XIX. Só chegando noticias dele pelos viajantes nativos que circulavam pela região.